# Joakim Nyström
Joakim Nyström (Skellefteå, Suecia, 20 de febrero de 1963 ) es un extenista profesional sueco que llegó a formar parte de las 10 mejores raquetas del mundo ganando, durante su carrera profesional, 13 títulos individuales. Jugador diestro, alcanzó la séptima posición en el ranking ATP el 31 de marzo de 1986, obteniendo el mismo año el puesto n.º 4 como doblista. 
Fue cuartofinalista en Roland Garros (1985) y en el Abierto de Estados Unidos (1985 y 1986); venció en Wimbledon (1986) el título de dobles junto a Mats Wilander y formó parte del equipo sueco de Copa Davis vencedor los años 1985 y 1987. Asimismo se clasificó para disputar el Tennis Masters Cup o "Torneo de Maestros" los años 1984, 1985 y 1986.
Nystrom perteneció a aquella generación de jugadores suecos excepcionales de los años 1980 y principio de los 90 inspirados en la leyenda sueca Björn Borg, en la que también se incluyen tenistas de la clase de Anders Jarryd, Jonas Svensson, Mikael Pernfors, Kent Carlsson, Stefan Edberg, Henrik Sundström, y Mats Wilander.

## Títulos ganados (13)
| Individuales           |
| Grand Slam (0)         |
| ATP Masters (0)        |
| ATP Masters Series (2) |
| ATP Tour (11)          |

| No. | Fecha | Torneo                                | Superficie    | Contricante    | Resultado       |
| 1.  | 1983  | Sídney, Australia                     | Hierba        | Mike Bauer     | 2–6 6–3 6–1     |
| 2.  | 1984  | Abierto de Suiza, Gstaad, Suiza       | Tierra batida | Brian Teacher  | 6–4 6–2         |
| 3.  | 1984  | North Conway, Estados Unidos          | Tierra batida | Tim Wilkinson  | 6–2 7–5         |
| 4.  | 1984  | Davidoff Swiss Indoors Basilea, Suiza | Dura          | Tim Wilkinson  | 6–3 3–6 6–4 6–2 |
| 5.  | 1984  | Colonia, Alemania                     | Dura          | Miloslav Mecir | 7–6 6–2         |
| 6.  | 1985  | Múnich, Alemania                      | Tierra batida | Hans Schwaier  | 6–1 6–0         |
| 7.  | 1985  | Abierto de Suiza, Gstaad, Suiza       | Tierra batida | Andreas Maurer | 6–4 1–6 7–5 6–3 |
| 8.  | 1986  | Toronto, Canadá                       | Moqueta       | Milan Srejber  | 6–1 6–4         |
| 9.  | 1986  | Indian Wells TMS, Estados Unidos      | Dura          | Yannick Noah   | 6-1 6–3 6–2     |
| 10. | 1986  | Róterdam, Holanda                     | Moqueta       | Anders Jarryd  | 6–0 6–3         |
| 11. | 1986  | Montecarlo TMS, Mónaco                | Tierra batida | Yannick Noah   | 6-3 6–2         |
| 12. | 1986  | Madrid, España                        | Tierra batida | Kent Carlsson  | 6–1 6–1         |
| 13. | 1987  | Bastad, Suecia                        | Tierra batida | Stefan Edberg  | 4–6 6–0 6–3     |